# John Bayley (Historiker)
John Whitcomb Bayley (* vor 1790 in Hempsted; † 25. März 1869 in Paris) war ein englischer Historiker. Er veröffentlichte mehrere Bücher zur Geschichte der englischen Könige, darunter sein Standardwerk zum Tower of London, The History and Antiquities of the Tower of London, London 1821–1825. Bailey war Fellow der Royal Society und der Society of Antiquaries of London.
Bayley wurde als zweiter Sohn eines Bauern in Hempsted, Gloucestershire geboren. In seiner Jugend begann er als Schreiber im Tower Record Office, einem Vorläufer des Public Record Office, zu arbeiten. Seit dem 28. August 1815 war er Mitglied des Inner Temple und als solcher berechtigt, als Anwalt vor Gericht aufzutreten. Im Tower Record Office stieg er bis zum Chefsekretär auf. In dieser Funktion veröffentlichte er ab 1821 die Antiquities. Das Dictionary of National Biography lobte an diesem Werk die Klarheit des Urteils, Präzision und den herausragenden Stil.
Als Sub Commissioner for the Public Records veröffentlichte Bayley von 1827 bis 1832 in drei Bänden Chancery in the Reign of Queen Elizabeth. Er sah sich heftigen Anfeindungen wegen von ihm erhobener überhöhter Gebühren ausgesetzt, ebenso wie für die Qualität der Arbeit.
In London begann eine Untersuchungskommission, ebenso in Liverpool, wo für ein anderes Buch ähnliche Vorwürfe bestanden. 1834 zog sich Bayley aus dem öffentlichen Leben zurück und wohnte erst in Cheltenham, später in Paris. Bayley hatte eine Tochter.
Werke zur Geschichte Londons und zur Geschichte des Parlamentarismus in England stellte er nicht fertig. Die Manuskripte dazu liegen mit einer Reihe weiterer Unterlagen in der British Library.